# Trattato per la proibizione delle armi nucleari
Il trattato per la proibizione delle armi nucleari, o  trattato per la proscrizione delle armi nucleari o trattato per la messa al bando delle armi nucleari, TPNW, è il primo trattato internazionale legalmente vincolante per la completa proibizione delle armi nucleari, rendendole illegali, in un percorso verso la loro completa eliminazione. È stato adottato da una conferenza delle Nazioni Unite il 7 luglio 2017, aperto alla firma a New York il 20 settembre 2017; entrata in vigore il 22 gennaio 2021, ovvero 90 giorni dopo la ratifica di almeno 50 stati.

## Storia
Secondo le istruzioni dell'Assemblea generale delle Nazioni Unite adottate nel dicembre 2016, i negoziati per il trattato sono iniziati presso le Nazioni Unite a New York nel marzo 2017 e sono proseguiti dal 15 giugno al 7 luglio 2017. 
     Paesi che hanno votato a favore (122)
     Paesi che hanno votato contro (Paesi Bassi)
     Paesi astenuti (Singapore)
     Paesi che hanno partecipato al negoziato ma non al voto
     Paesi che non hanno partecipato né al negoziato né al voto

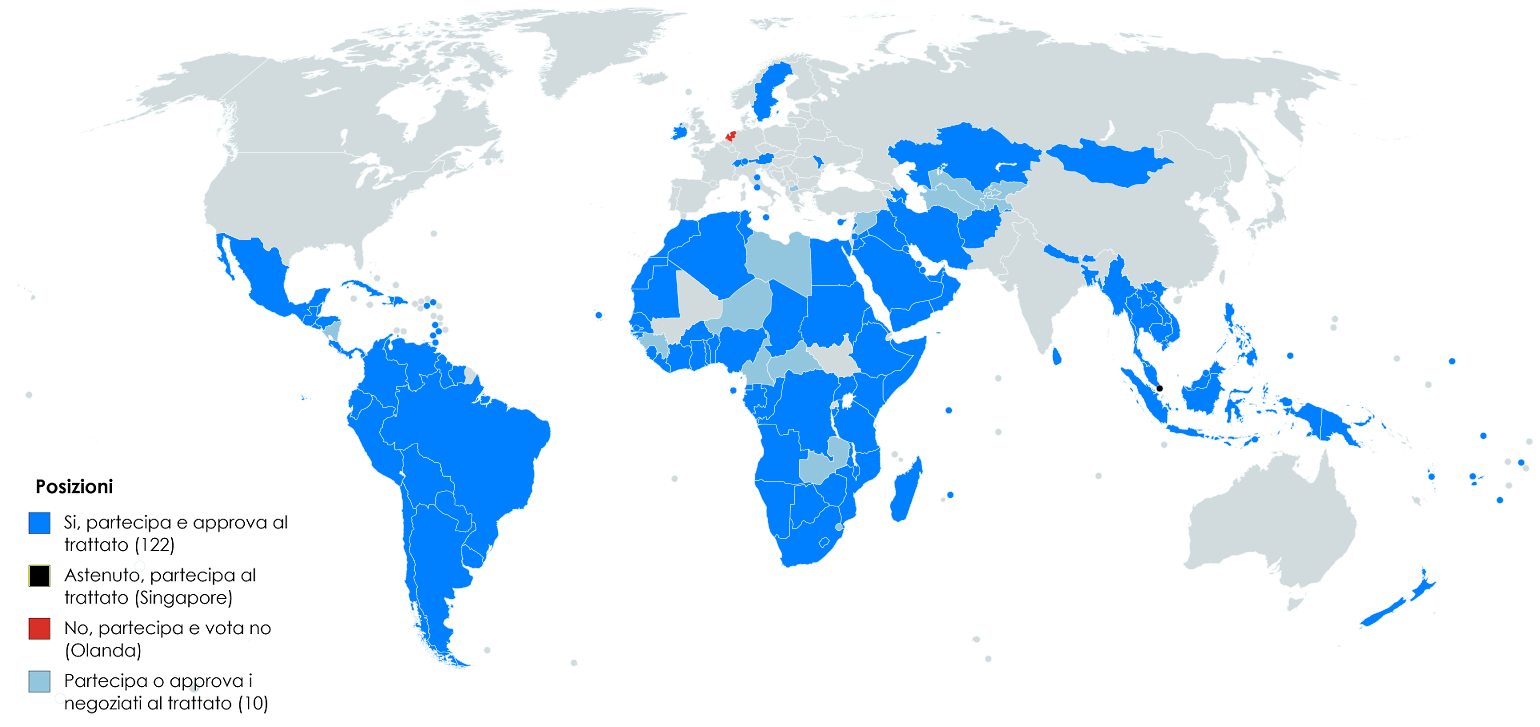
Voto del 7 luglio 2017 sull'adozione del trattato:
Paesi che hanno votato a favore (122)
Paesi che hanno votato contro (Paesi Bassi)
Paesi astenuti (Singapore)
Paesi che hanno partecipato al negoziato ma non al voto
Paesi che non hanno partecipato né al negoziato né al voto

i sindaci dei comuni che hanno partecipato accreditati sono 129, 7 le organizzazioni internazionali tra le quali l'Unione europea e la Croce Rossa Internazionale, numerose le organizzazioni non governative (tra cui la International Campaign to Abolish Nuclear Weapons). Dei 195 Stati potenziali partecipanti (193 membri dell'ONU, più lo Stato Vaticano e la Palestina), 66 non hanno partecipato formalmente ai negoziati. Tra questi si distinguono tutti gli stati con armi nucleari (Stati Uniti, Russia, Regno Unito, Francia, Cina, Israele, India, Pakistan e Corea del Nord) e gli stati parte di alleanze militari che includono la deterrenza nucleare quali gli Stati della NATO (a eccezione dei Paesi Bassi), la Corea del Sud, il Giappone, l'Australia.
Alla votazione sul testo finale del trattato, il 7 luglio 2017, hanno partecipato 124 paesi, con 122 voti a favore, un voto di astensione (Singapore) e un voto contrario (Paesi Bassi).
In Italia il dibattito politico a seguito dell'approvazione del trattato si è svolto al Senato, il 18 luglio 2017, e alla Camera, il 24 luglio 2017.
In base all'articolo 13, il trattato è stato aperto alla firma di tutti gli stati presso il quartier generale delle Nazioni Unite a New York il 20 settembre 2017. Tra il 20 e il 22 settembre è stato firmato da 53 stati, tre dei quali (Guyana, Santa Sede e Thailandia) l'hanno anche immediatamente ratificato. In base all'articolo 15, entrerà in vigore 90 giorni dopo il deposito del cinquantesimo strumento di ratifica.

## La campagna per l'adesione
Il 26 settembre 2019 è stato un giorno decisivo per il trattato delle Nazioni Unite sulla proibizione delle armi nucleari (TPNW): in una cerimonia di alto livello presso la sede delle Nazioni Unite a New York, 9 paesi hanno firmato e 5 ratificato il trattato, avvicinandolo ancora di più all’entrata in vigore. 
Durante la cerimonia, che ha avuto luogo durante la Giornata internazionale per l’eliminazione totale delle armi nucleari ed è stata ospitata da Stati che sono sostenitori da lungo tempo del Trattato, i presidenti e i ministri degli esteri si sono alzati in difesa di un mondo senza armi nucleari. Come ha affermato Tijjani Muhammad-Bande della Nigeria, neoeletto presidente dell’Assemblea generale delle Nazioni Unite e primo relatore durante la cerimonia, oggi: “Lodiamo gli Stati che hanno aderito al TPNW e raccomandiamo a coloro che non lo hanno fatto di aderire a questa azione in difesa della vita.”
I paesi che hanno firmato il TPNW quel giorno furono: Botswana, Dominica, Grenada, Lesotho, Saint Kitts e Nevis, Tanzania, Zambia. Le Maldive e Trinidad e Tobago hanno entrambe firmato e ratificato il Trattato durante la cerimonia, e anche Bangladesh, Kiribati, Laos, Malta, Malesia, Tuvalu, Nauru, Giamaica e Honduras hanno presentato il loro strumento di ratifica. 
Con il deposito della ratifica honduregna, il TPNW è arrivato a 84 firmatari e 50 Stati parti, per cui è in procinto di entrare in vigore per gli Stati parte, che sono un quarto della comunità internazionale. Il segretario generale António Guterres il 25 ottobre 2020 ha elogiato i 50 Stati e salutato il "lavoro fondamentale" della società civile nel facilitare i negoziati e spingere per la ratifica, come ha reso noto il portavoce dell'ONU Stephane Dujarric.